# Лукас ван Фалькенборх
Лукас ван Фалькенборх (нід. Lucas van Valckenborch,  бл. 1535, Лувен — 2 лютого 1597, Франкфурт-на-Майні) — фламандський художник XVI століття, один з послідовників національного митця на ім'я Пітер Брейгель Старший. 
Робив пейзажі, побутові сцени з пейзажами, іноді портрети.

## Життєпис
Відомостей про життя Фалькенборха зберіглоя небагато. Так, невідомі день та рік його народження. Художнє навчання опановував в місті Мехелен, де став членом місцевої Гільдії св. Луки.
Дотримувався протестантизму. Через загрозу життю в боку фанатично налаштованих католиків у 1566 р. переселився у місто Ахен в Німеччину, разом з братом та приятелями, серед яких були:
- Ганс Вредеман де Вріс
- брат Мартен ван Фалькенборх, теж художник.

В часи перебування в місті Амстердам Лукас ван Фалькенборх мав аудієнцію з ерцгерцогом Матьяшем, тоді штатгальтером Іспанських нідерландів. Пізніше він стане імператором Священної римської імперії німецької нації. У  1576 р.  Лукас перейшов на службу до штатгальтера Матьяша. У 1581 р. Матьяш завершив перебування на посаді намісника Іспанських Нідерландів і оселився в місті Лінц. Лукас ван Фалькенборх перебрався до Лінцу як придворний художник Матьяша.
Брат Лукаса — Мартен ван Фалькенборх з 1586 р. жив і працював в місті Франкфурт-на-Майні. Два його сини ( Жиль та Фредерік ван Фалькенборхи )працювали з батьком і теж були художники. По закінченню служби у Матьяша, Лукас перебрався до брата у Франкфурт, де у 1594 р. отримав права громадянина міста. Помер у Франкфурті.

## Вибрані твори

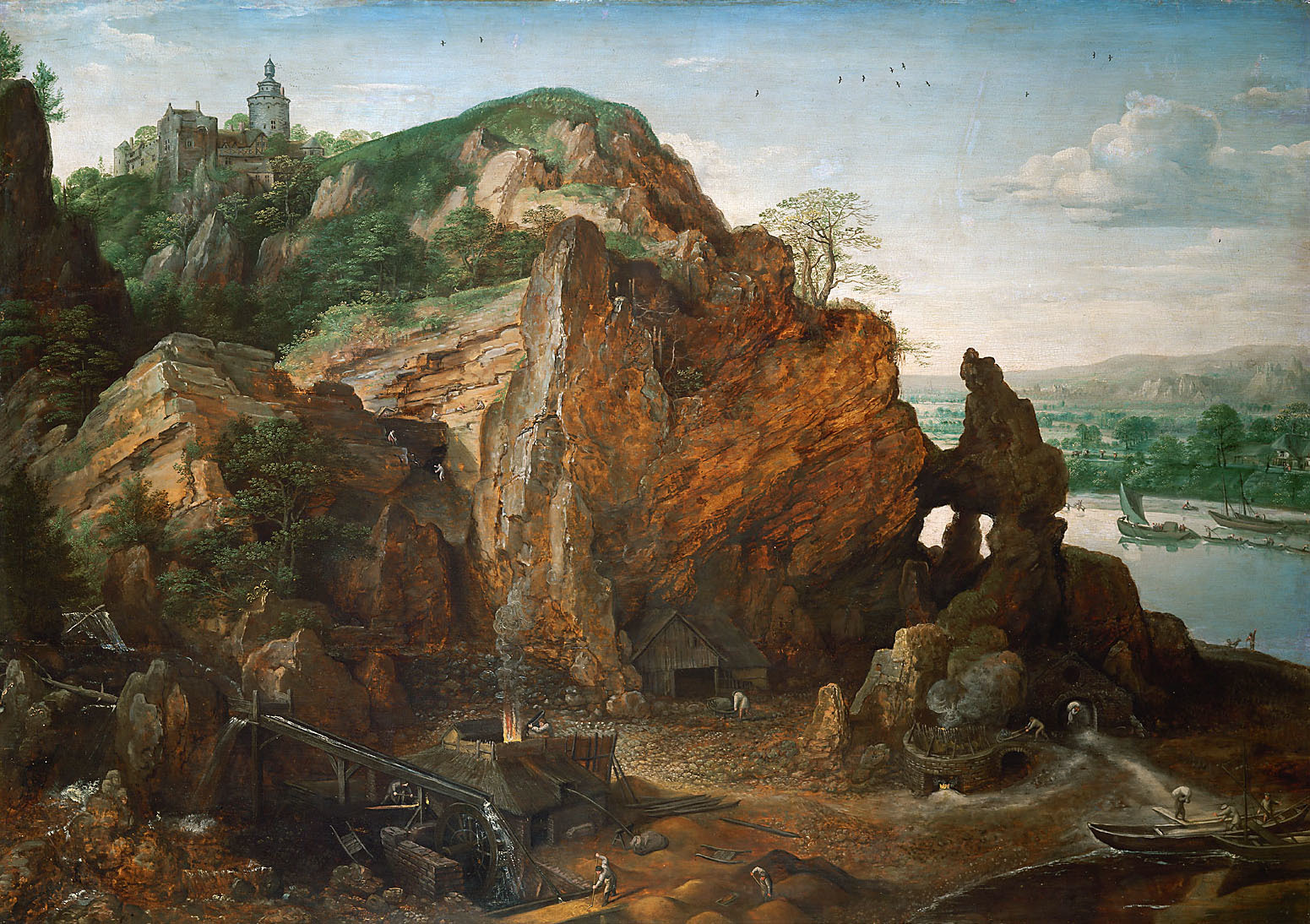
«Гори Маасу з покладами руд та ливарними печами», 1580, Відень.

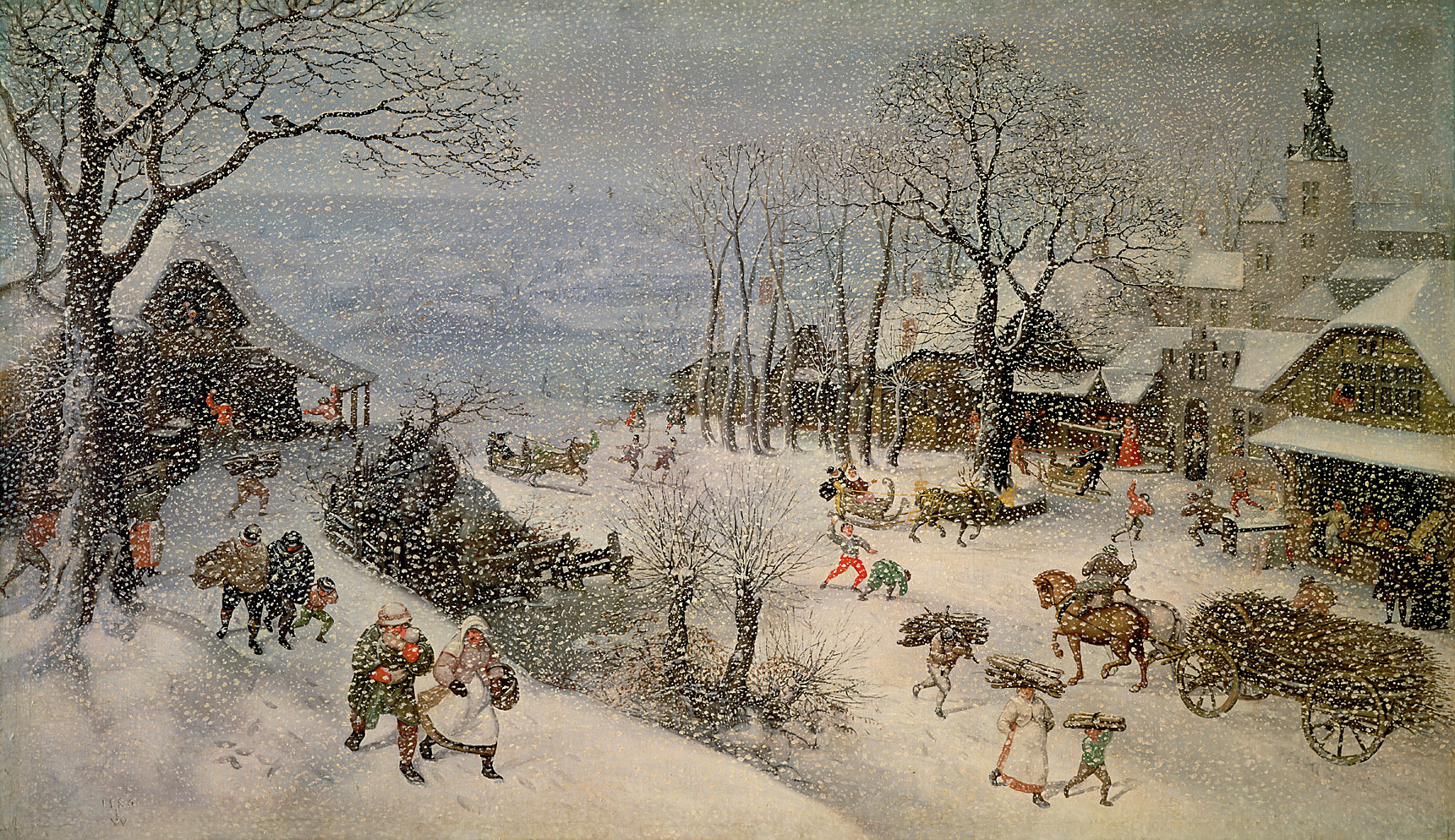
«Зимовий пейзаж», Відень.

- Пейзаж з річкою, Нац. музей стародавнього мистецтва, Лісабон, Португалія
- Пейаж ( в стилі Брейгеля ), амстердам
- Зимовий пейзаж, Художньо-історичний музей, Відень
- Жнива, пейзаж з серії «Сезони»,  Художньо-історичний музей, Відень
- Зима, пейзаж з серії «Сезони»
- Гори Маасу з покладами руд та ливарними печеми, 1580, Художньо-історичний музей, Відень
- Гірський пейзаж, 1582, Рейксмузей, Амстердам
- Бенкет ( гості ), Опава, Сілезький обласний музей
- Імператор Матьяш у вигляді римських імператорів, 1580, Художньо-історичний музей, Відень
- Герцогиня Сібілла Юліх-Клеве-Берг, 1580,Художньо-історичний музей, Відень
- Свято в селі, Ермітаж, Санкт-Петербург
- Гірський пейзаж, Ермітаж, Санкт-Петербург
- Панорама з містом Лінц і автопортретом, 1593, Інститут мистецтв, Франкфурт-на-Майні

## Галерея

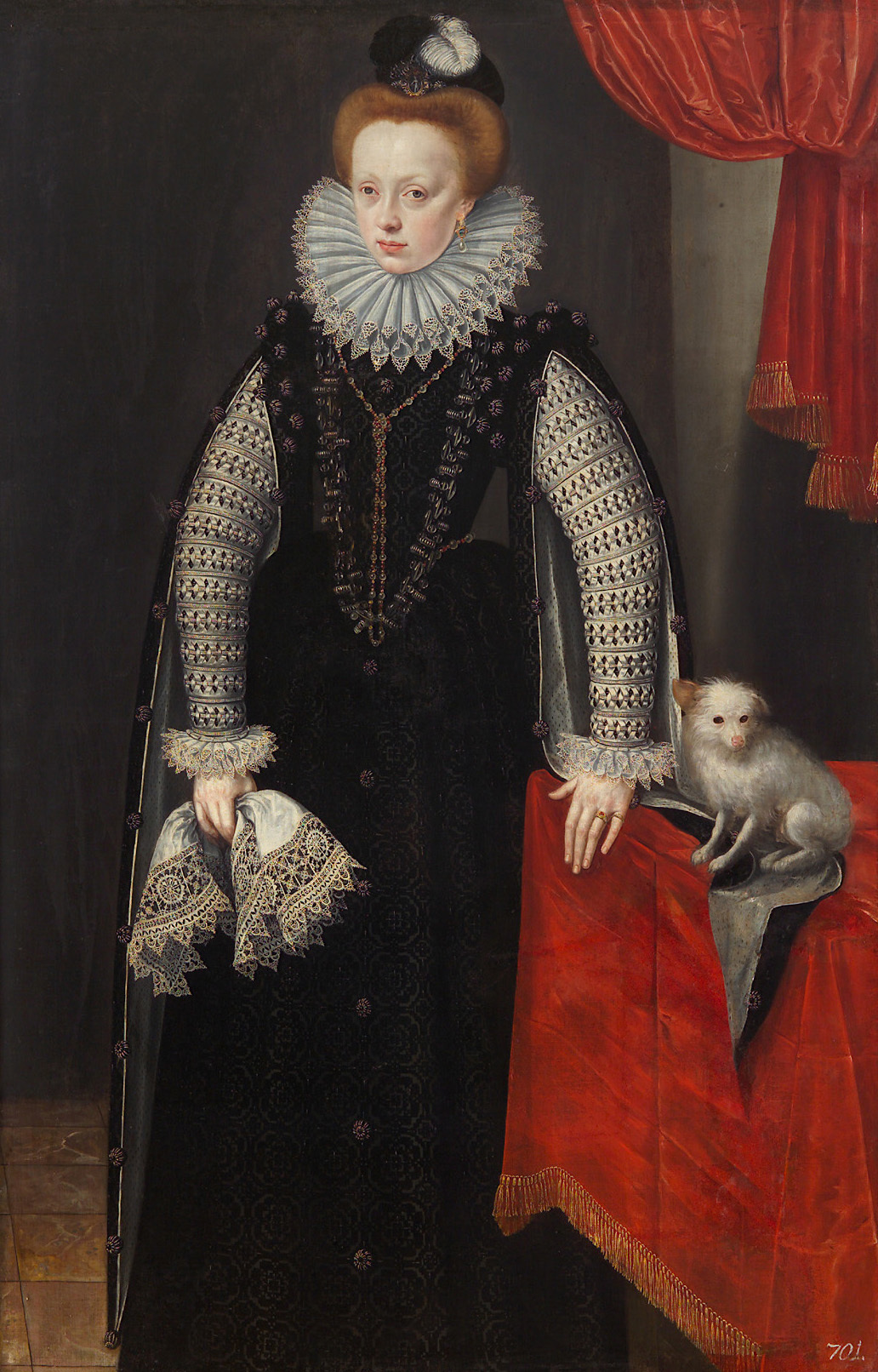
Лукас ван Фалькенборх. Герцогиня Сібілла Юліх-Клеве-Берг, 1580, Відень
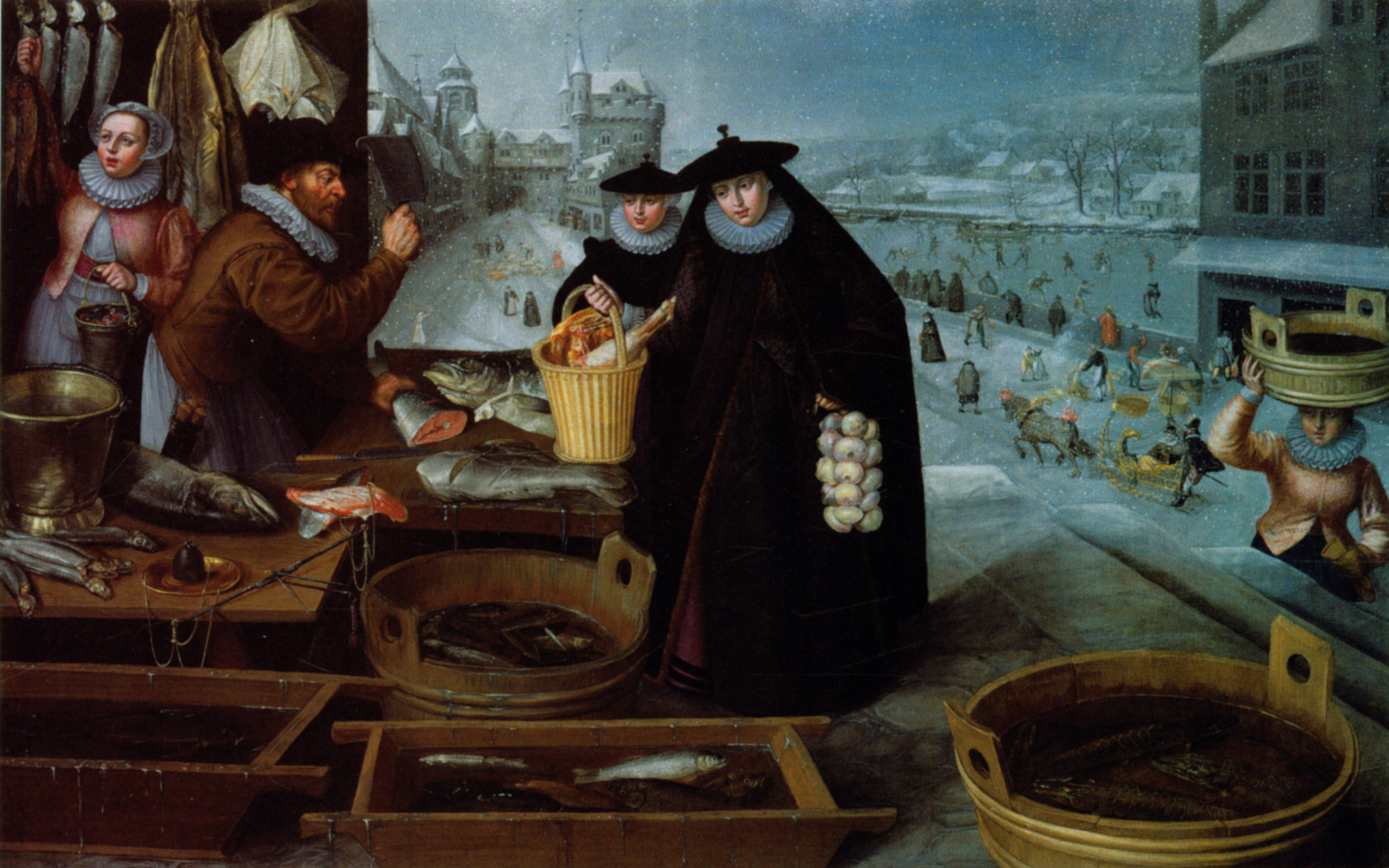
Лукас ван Фалькенборх. Зима, пейзаж з серії «Сезони»
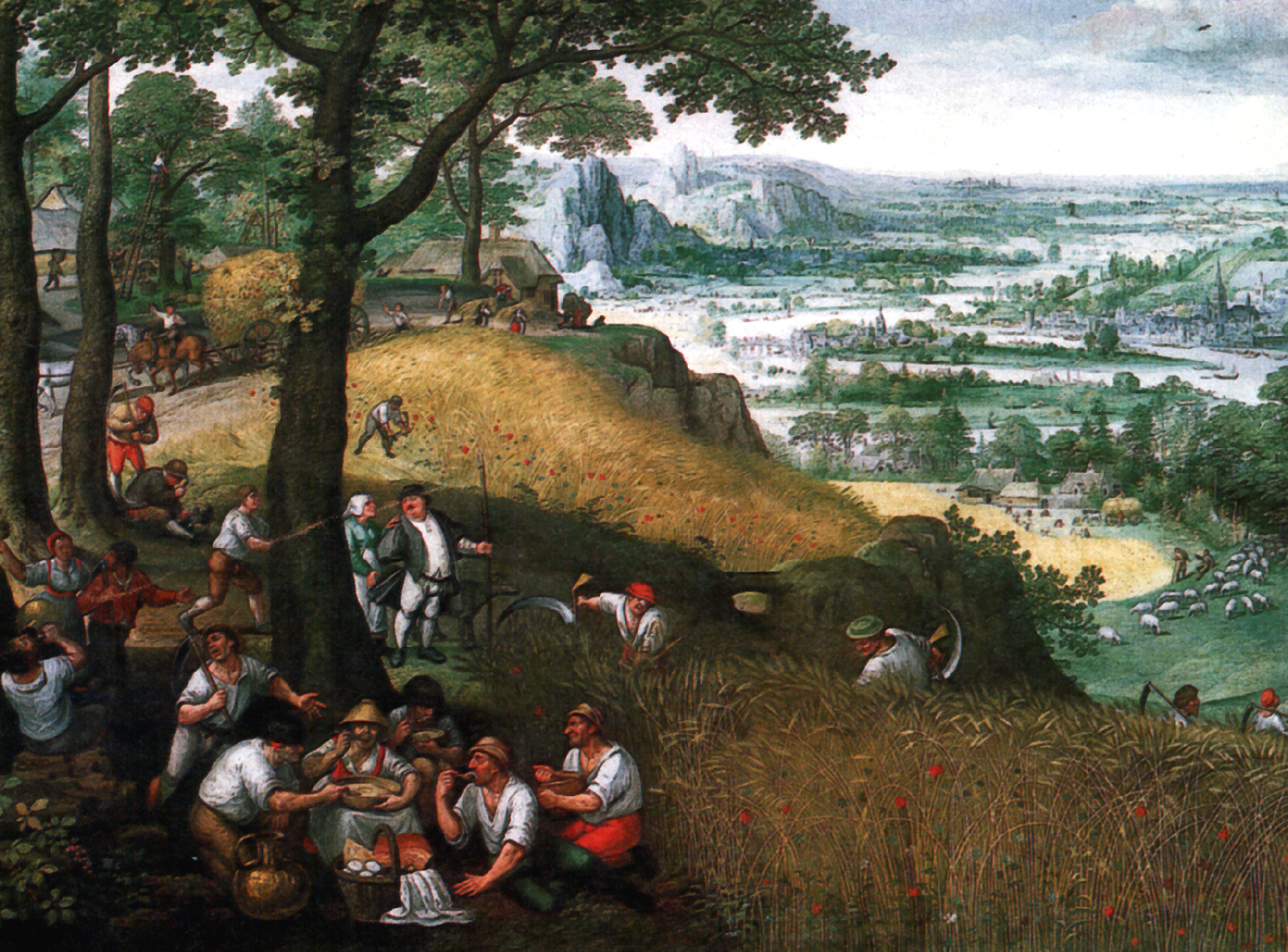
Лукас ван Фалькенборх.  Жнива, пейзаж з серії «Сезони», Відень
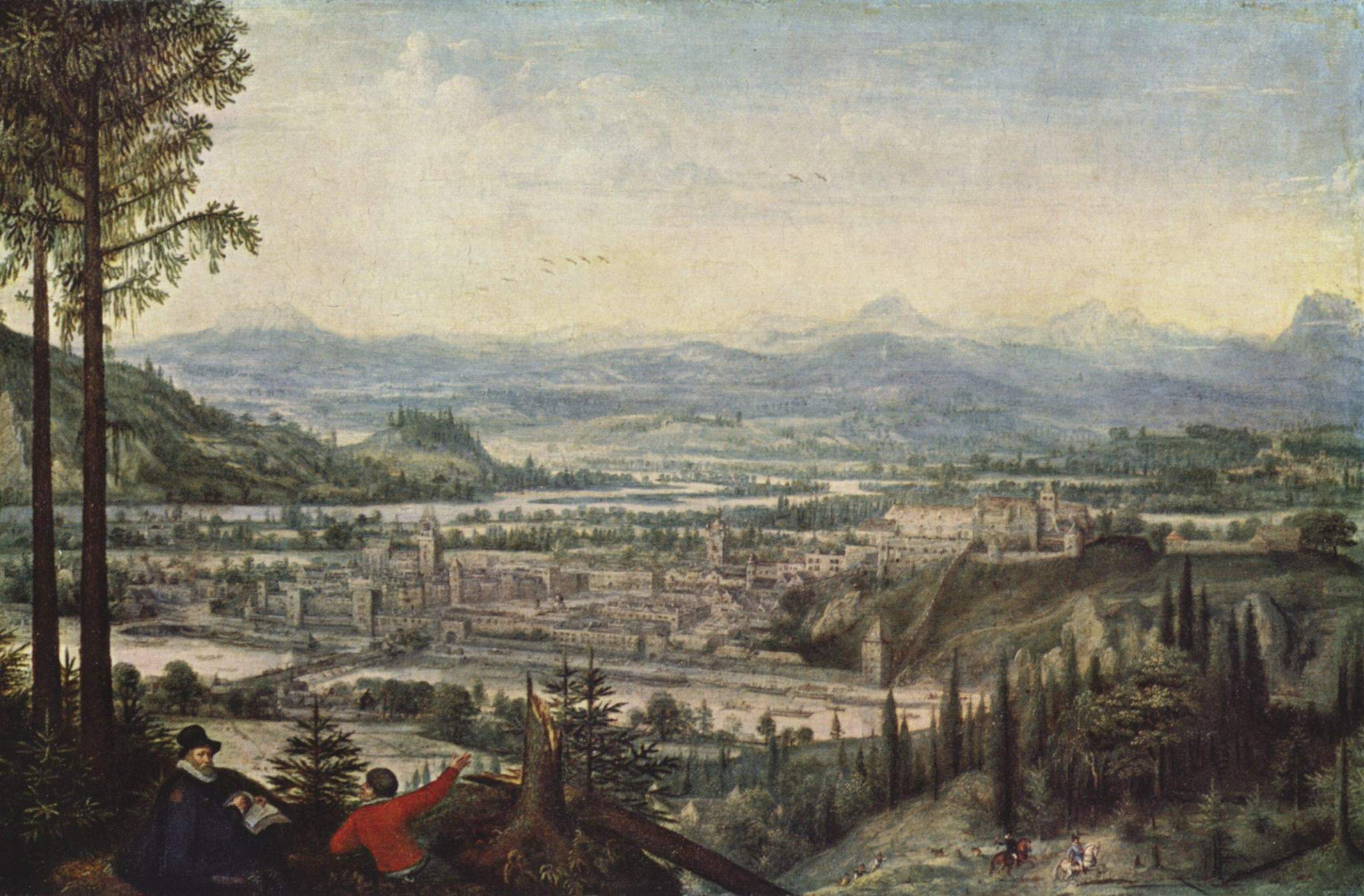
Лукас ван Фалькенборх. Панорама з містом Лінц і автопортретом, 1593, Інститут мистецтв, Франкфурт-на-Майні
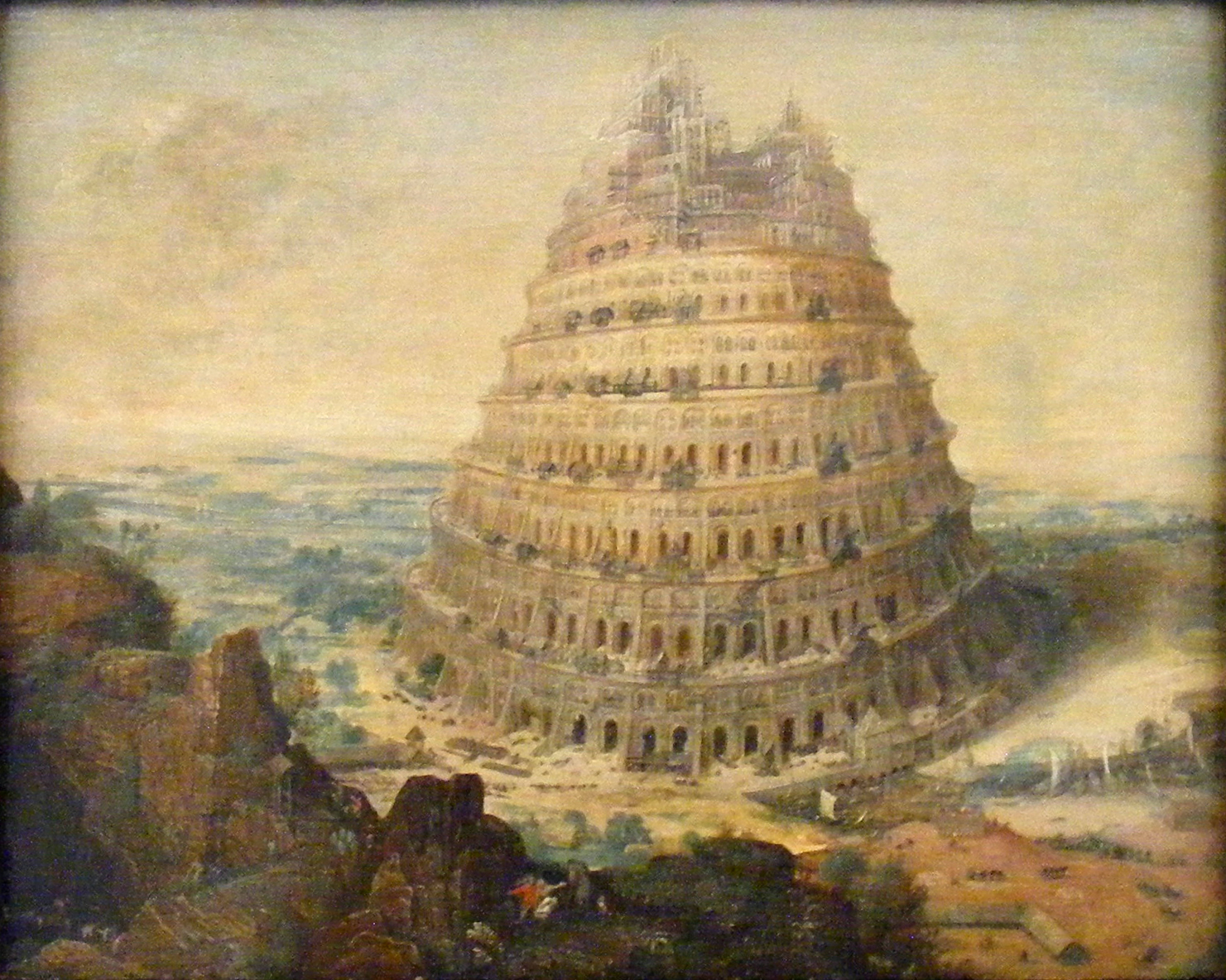
Лукас ван Фалькенборх.  Зведення Вавилонської вежі. Стара Пінакотека, Мюнхен